# Supercoppa di Croazia 1992
La Supercoppa di Croazia 1992 è stata la 1ª edizione di tale competizione. Si è disputata il 18 luglio 1992 allo Stadio Maksimir di Zagabria. La sfida ha visto contrapposti la Hajduk Spalato campione di Croazia, e la Inter Zaprešić, trionfatore nella Coppa di Croazia 1992. L'Hajduk Spalato, grazie ad un punteggio di 3-1 maturato ai rigori, ha sollevato per la prima volta nella sua storia questo trofeo.

## Tabellino
| Arbitro: | Dragutin Poljak (Zagabria) |

|                            |                      |                              |
| Bilić Miše Španjić Vučević | Tiri di rigore 4 – 1 | Soldo Perković Antolić Brlek |